# San Luis Potosí Challenger 1986
Il San Luis Potosí Challenger 1986 è stato un torneo di tennis facente parte della categoria ATP Challenger Series nell'ambito dell'ATP Challenger Series 1986. Il torneo si è giocato a San Luis Potosí in Messico dal 24 al 30 marzo 1986 su campi in terra rossa.

## Vincitori

### Singolare
Derrick Rostagno ha battuto in finale  Charles Cox con il punteggio di 6–4, 6–1.

### Doppio
Charles Cox /  Jon Bud Levine hanno battuto in finale  Stephane Bonneau /  Ted Erck con il punteggio di 7–6, 4–6, 6–4.